# Rybičky
Rybičky (v anglickém originále Fish Hooks) je americký animovaný sitcom z dílny Disney Channel, který se ve USA začal vysílat 3. září 2010. V Česku se začal vysílat 12. února 2011.
V hlavních dabérských rolích se představili herci, kteří už se blýskli v nějakém ze seriálů z dílny Disney Channel. Je to Kyle Massey, který si zahrál v Disney seriálu That's so Raven a Cory in the House a v seriálu hraje Milouše, pak Chelsea Staub, která hrála ve filmu Bratz: The Movie, a také v seriálu Jonas a v seriálu hraje Bea a pak nesmíme zapomenout na Justina Roilanda, který zatím v žádném Disney seriálu nehrál, toto je jeho první role.

## Děj
Nová animovaná komedie se točí kolem tří přátel, kteří žijí v akvárku. Hlavní hrdinové bratři Milouš a Oscar a jejich kamarádka Bea navštěvují střední školu Sladká Voda, která se nachází v obřím akváriu uprostřed zverimexu. Seriál mapuje jejich každodenní život, vztahy, přátelství a „běžné“ příhody dospívajících jako jsou humří útoky či školní výlet do křečkovy klece.

## Postavy

### Hlavní postavy
- Michel Galazaky - Milouš
- Maria Chezklova - Bea
- Laszlo Carolys - Oskar

### Ostatní postavy
- Alex Hirsch - Škeblanta, Fumble
- Atticus Shaffer - Albert Sklák
- Chelsea Staub - Stephanie
- Dana Snyder - Pan Baldwin
- Dave Wittenberg - Geckcoach, Punt
- Dee Bradley Baker - Wolves
- Derek Evanick - Student Council
- Edie McClurg - paní Goldfishbergová
- Eric Laden - Ron
- Fred Tatasciore - Cabbie
- Greg Cipes - Steve Jackson
- Jane Carr - Dan, and Ann Chovie
- Jason Alexander - Mr. Nibbles
- Jason Earles - Kevin
- Jerry Stiller - Ředitel Stickler
- John DiMaggio - Chobotňák, Photographer
- John Caparulo - Sluchatkář Joe
- Justin Roiland - Jelly Jar
- Kari Wahlgren - Mušli, Hadice, Baby
- Kevin McDonald - Dr. Frog
- Kimberley Mooney - Ploutvana
- Laura Ortiz - Piranika
- Lauren Tom - Barb
- Maile Flanagan - Sunny
- Maxwell Atoms - Bo Gregory
- Noah Z. Jones - pan Goldfishberg
- Rachel Dratch - Hlemžovka, Koi
- Richard Simmons - Coach Salmons
- Roger Craig Smith - Pass
- Sabrina Bryan - Pamela Křečková
- Tara Strong - Mrs. Shark
- Tiny Lister - Mr. Mussels
- Tress MacNeille - Bassy
- Vanessa Marshall - Myš

## Vysílání
| Řada | Díly | Premiéra v USA | Premiéra v USA  | Premiéra v ČR   | Premiéra v ČR   |
| Řada | Díly | První díl      | Poslední díl    | První díl       | Poslední díl    |
| ---- | ---- | -------------- | --------------- | --------------- | --------------- |
| 1    | 40   | 3. září 2010   | 21. října 2011  | 12. února 2011  | 5. dubna 2012   |
| 2    | 42   | 7. října 2011  | 17. května 2013 | 18. března 2012 | nebylo vysíláno |
| 3    | 28   | 7. června 2013 | 4. dubna 2014   | nebylo vysíláno | nebylo vysíláno |